# كيمياء التدفق

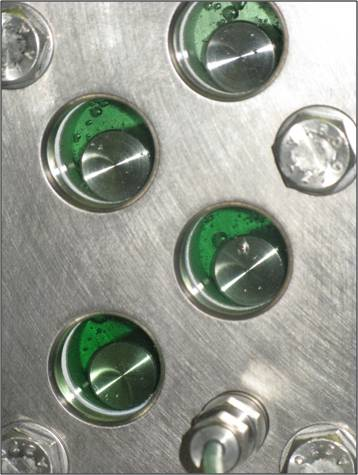
مراحل تفاعل مفاعل التدفق متعدد الخلايا

كيمياء التدفق في كيمياء التدفق، يتم تشغيل تفاعل كيميائي في تيار متدفق باستمرار بدلاً من إنتاج دفعة واحدة. بمعنى آخر، تقوم المضخات بنقل السائل إلى المفاعل، وحيثما تتصل الأنابيب ببعضها البعض، تتلامس السوائل مع بعضها البعض. إذا كانت هذه السوائل تفاعلية، يحدث رد فعل.

## نبذة
كيمياء التدفق هي تقنية راسخة للاستخدام على نطاق واسع عند تصنيع كميات كبيرة من مادة معينة. ومع ذلك، فقد تمت صياغة هذا المصطلح مؤخرًا فقط لتطبيقه على نطاق المختبر من قبل الكيميائيين ويصف النباتات التجريبية الصغيرة، والنباتات المستمرة على نطاق المختبر. في كثير من الأحيان، يتم استخدام المفاعلات الدقيقة.

## مقارنة بين الدفع والتدفق

### قياس العناصر المتفاعلة
في الإنتاج الدفعي، يتم تحديد ذلك من خلال تركيز الكواشف الكيميائية ونسبة حجمها. يتم تحديد هذا في التدفق من خلال تركيز الكواشف ونسبة معدل تدفقها.

### زمن المكوث
في إنتاج الدُفعات، يتم تحديد ذلك من خلال مدة البقاء عند درجة حرارة معينة. في التدفق، يتم إعطاء وقت البقاء الحجمي من خلال نسبة حجم المفاعل ومعدل التدفق الكلي، كما هو الحال في أغلب الأحيان، يتم استخدام مفاعلات تدفق المكونات.

## روابط خارجية
- Continuous flow multi-step organic synthesis - a Chemical Science Mini Review by Damien Webb and Timothy F. Jamison discussing the current state of the art and highlighting recent progress and current challenges facing the emerging area of continuous flow techniques for multi-step synthesis. Published by the الجمعية الملكية للكيمياء
- Continuous flow reactors: a perspective Review by Paul Watts and Charlotte Wiles. Published by the الجمعية الملكية للكيمياء
- Flow Chemistry: Continuous Synthesis and Purification of Pharmaceuticals and Fine Chemicals Short Course offered at MIT by Professors Timothy Jamison and Klavs Jensen]